# سيدي بو عثمان (أسيف المال)
سيدي بو عثمان هي إحدى مشيخات المملكة المغربية، تتبع جغرافيا لإقليم شيشاوة وإداريًا لأسيف المال. يقدر عدد سكانها بـ 3573 نسمة حسب الإحصاء الرسمي للسكان والسكنى لسنة 2004.